# صراع سبها 2012
بدأ صراع سبها 2012 في أعقاب ثورة 17 فبراير، وتضمن اشتباكات مسلحة بين قبائل تبو وأولاد سليمان في مدينة سبها، وهي مدينة يبلغ عدد سكانها حوالي 100000 مواطن  وتقع في منطقة فزان في ليبيا. وقد وقع بعد اشتباكات فبراير 2012 في الكفرة، والتي تضمنت قبيلة تبو أيضًا. في 27 مارس، جرّم *جومود إليت جيتي هذا الصراع قائلاً، «إنه إبادة جماعية». قام مسؤول في قبيلة تابو بباريس، *جومود إليت جيتي، الذي كان مسؤولاً في المجلس الوطني الانتقالي لكنه استقال يوم الثلاثاء، باتهام المجلس الوطني الانتقالي بالوقوف مع العرب في الهجوم على رجال قبيلة تابو. ودعا إلى تدخل الأمم المتحدة.
أعلن عيسى عبد المجيد منصور، زعيم قبيلة التبو في ليبيا، إعادة تنشيط "جبهة التبو لإنقاذ ليبيا"، وهي جماعة مقاومة كانت نشطة بالفعل خلال حكم معمر القذافي. كما أعلن عن إمكانية عمل أنشطة انفصالية. وتم إعلان وقف إطلاق النار، واعتبارًا من 1 أبريل توقفت أعمال العنف.

## الأحداث
في وقت متأخر من يوم 25 مارس، اندلعت اشتباكات في مدينة سبها الجنوبية بين ميليشيا الحكومة الليبية في المدينة وأفراد قبيلة تبو، بعد مقتل رجل من قبيلة التبو على يد قبيلة أولاد سليمان في نزاع على سيارة. وكان القتال، في البداية، على أطراف المدينة بشكل رئيسي. لكنه امتد بعد ذلك إلى الشوارع الرئيسية في المدينة، وكان من الممكن مشاهدة أعمدة سوداء من الدخان تتصاعد من مطار سبها في 26 مارس. ذكر في البداية أن سبعة أشخاص لقوا مصرعهم وأصيب سبعة آخرون بجروح. ولكن أفادت التقارير بعد ذلك أن عدد الوفيات هو 20 شخصًا مع إصابة 40 شخصًا آخرين. وقد ذكرت قبيلة تبو أن قبيلة أبو سيف هاجمت فريق التفاوض التابع لها خارج مبنى حكومي بينما كانوا في الطريق للحديث عن المصالحة.
يوم 27 مارس، استمر القتال في سبها وأعلن أن عدد القتلى قد وصل إلى 49 قتيلاً، 15 قتيلاً منهم من قبيلة تبو والباقي من قبيلة أولاد سليمان. وتقدمت ميليشيا قبيلة تبو حسبما ورد إلى مركز المدينة واتخذ القناصة مواقع لهم، مما أسفر عن عدد من الضحايا.
يوم 28 مارس، هدأت حدة القتال لفترة قصيرة مع ورود تقارير عن وقف لإطلاق النار، ولكن سرعان ما تصاعد القتال مرة أخرى. وبنهاية اليوم وصل عدد القتلى إلى أكثر من 70 قتيلاً و150 جريحًا، وكان 40 من القتلى من قبيلة تبو.
يوم 30 مارس، تم التفاوض لوقف إطلاق النار بين مجلس حكماء ليبيا، ومجلس سبها المحلي، وأفراد من ميليشيا مصراتة في المدينة الجنوبية. وفقًا لذلك، يتم انسحاب رجال قبيلة تبو من جميع المناطق والاعتراف بسلطة الجيش الوطني التي ستتولى السيطرة على جميع العمليات الأمنية في الجنوب وعلى الحدود. وفي المقابل، سيتم إرجاع جميع ممتلكات قبيلة تبو في ليبيا إليها وسيكون هناك تحقيق في الصراع. وعلاوة على ذلك، سيتم دمج الميليشيات المحلية إما في الجيش أو في قوات وزارة الداخلية. لكن على الرغم من ذلك، اندلع القتال مرة أخرى في اليوم التالي.
يوم 31 مارس، شنت قبيلة تبو، بعد أن تم إرجاعها إلى جنوب المدينة، هجومًا مضادًا في محاولة لإعادة دخول المدينة. وقد قتل 16 شخصًا، ثمانية من كل طرف، وأصيب أكثر من 50 جريحًا. وأعلن وزير الصحة الليبي مقتل 147 شخصًا وإصابة 395، حتى الليلة الماضية منذ بداية القتال في سبها. في وقت لاحق من ذلك اليوم، قال العقيد ونيس بوخمادة، القائد المسؤول عن وحدات الجيش داخل المدينة، إنه على الرغم من الاشتباكات، كان الجيش قادرًا على توسيع نطاق سيطرته في معظم أنحاء المدينة ومنطقة الجنوب من سبها. وادعى أيضًا أن الوضع هدأ وكان الجيش يبذل مساعيه من أجل السيطرة المباشرة على منطقة فزان بأكملها.
في 2 أبريل، زار رئيس الوزراء الليبي عبد الرحيم الكيب المنطقة، وأكد أن السلام الهش كان متماسكًا حتى الآن. وفي الوقت نفسه أعلن رئيس المجلس الوطني الانتقالي، مصطفى عبد الجليل، أنه تم تعيين المنطقة الجنوبية التي تشمل مدن وادي الشاطئ، وسبها، وأوباري، وغات، ومنطقة مرزق العسكرية التي بها قائد الجيش الذي تقع القوات المسلحة بأكملها في المنطقة تحت سيطرته، من قبل وزارة الدفاع بدلاً من المجالس العسكرية الإقليمية. وقد أرسل جيش التحرير الوطني الليبي والقوات التابعة لوزارة الداخلية 2000 من الجنود وحرس الحدود إلى المنطقة مع قيام القوات الجوية الليبية الحرة بدوريات فوق المنطقة. في الوقت نفسه، كان جيش التحرير الوطني الليبي قادرًا على تأمين جميع مناطق سبها. وقال الكيب، «إن كل ليبي هام لنا. وسوف نعتني بهم مثلما نفعل بالضبط مع أي ليبي آخر، كإخوتنا وأخواتنا».
وعلى الرغم من نشر 2000 جندي تحت قيادة ونيس بوخمادة في شهر مارس، إلا أنه استمرت أعمال العنف، وتعرض منزل بوخمادة في بنغازي للهجوم في بداية سبتمبر. وفي 14 سبتمبر وقع المزيد من الاشتباكات بين قبيلة تبو وقبيلة عربية محلية وأسفرت عن مقتل اثنين، وفي 17 سبتمبر كانت هناك محاولة لاغتيال العقيد علي دلة غايدي، رئيس المجلس العسكري لسبها. ولقيت زوجة غايدي مصرعها في هذا الهجوم.